# Crawler-transporter

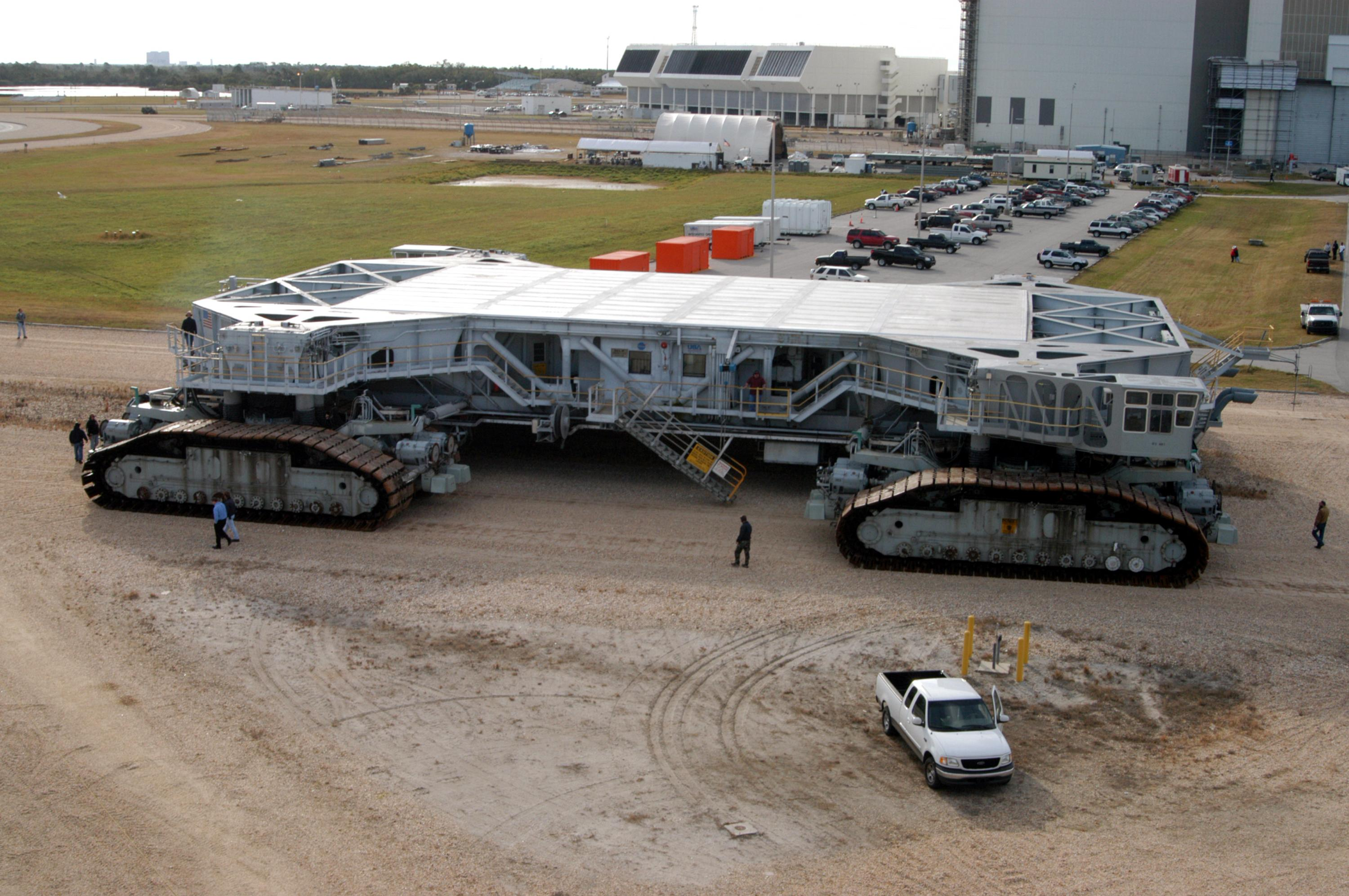
Crawler-transporter no. 2 "Franz" (2004)

De crawler-transporter is een rupsvoertuig, ontwikkeld door NASA, voor het verplaatsen van te lanceren ruimtevaartuigen van het Vehicle Assembly Building (VAB) naar een van de lanceerplatforms van het Kennedy Space Center nabij Cape Canaveral.
Er zijn twee crawler-transporters in gebruik, met de bijnamen "Hans" en "Franz".
Een crawler-transporter weegt 2700 ton en is voorzien van acht rupsbanden; twee op iedere hoek van het plateau. Iedere rupsband bestaat uit 57 schakels van elk 900 kg. Het voertuig is 40 meter lang en 35 meter breed. De hoogte van de grond tot het plateau is verstelbaar van 6,1 tot 7,9 meter en iedere hoek kan afzonderlijk in hoogte worden versteld. Het gevaarte wordt dieselelektrisch verplaatst door 16 elektromotoren, waarvoor het vermogen geleverd wordt door 6 dieselmotoren van 2750 pk.
Aan beide zijden van het voertuig bevindt zich een cabine van waaruit het kan worden bestuurd. De crawler-transporter pendelt over de 6,6 km lange "Crawlerway" met een maximumsnelheid van 1 mph (1,6 km/h) met lading en 2 mph (3,2 km/h) zonder lading.
Het vehikel vervoerde de raketten Saturnus V en Saturnus IB, de spaceshuttles en de Ares I-X-testraket. Ook werden ze gebruikt om de Mobile Service Structures van de Saturnus-raketten te verplaatsen. Na afloop van het spaceshuttleprogramma in 2011 zijn de crawler-transporters grondig gerestaureerd. CT-2 is geüpgraded tot een nog steviger “Super Crawler” die sinds 17 maart 2022 voor het zeer zware Space Launch System van NASA in gebruik genomen is. Die versteviging is nodig omdat een SLS-raket, hoewel die kleiner is dan een Saturnus V, tijdens het transport wel een stuk zwaarder is dankzij het gewicht van de vaste brandstof die tijdens het transport al in de boosters zit. Ook stelde NASA de crawler-transporter CT-1 en een van de drie bestaande mobiele lanceerplatforms beschikbaar voor bedrijven die commerciële raketten in een van de beschikbare highbays van het VAB assembleren en vanaf lanceerplatform 39B willen lanceren. Dit maakt deel uit van NASA's programma om van het Kennedy Space Center een "multi launch site" te maken. Northrop Grumman Innovation Systems had sinds 2015 een NSSL-klasse raket de OmegA in ontwikkeling die in 2020 werd geannuleerd. Deze had vanaf 2021 gebruik zullen maken van high bay HB-2, mobiel lanceerplatform MLP-3 en
Lanceercomplex 39B.
Lanceerplatform 39A is sinds de verbouwing door SpaceX niet meer in staat om de crawler-transporters te ontvangen. Er staat tegenwoordig namelijk een integratie hangar voor Falcon-raketten op de toegangsweg.

## Galerij

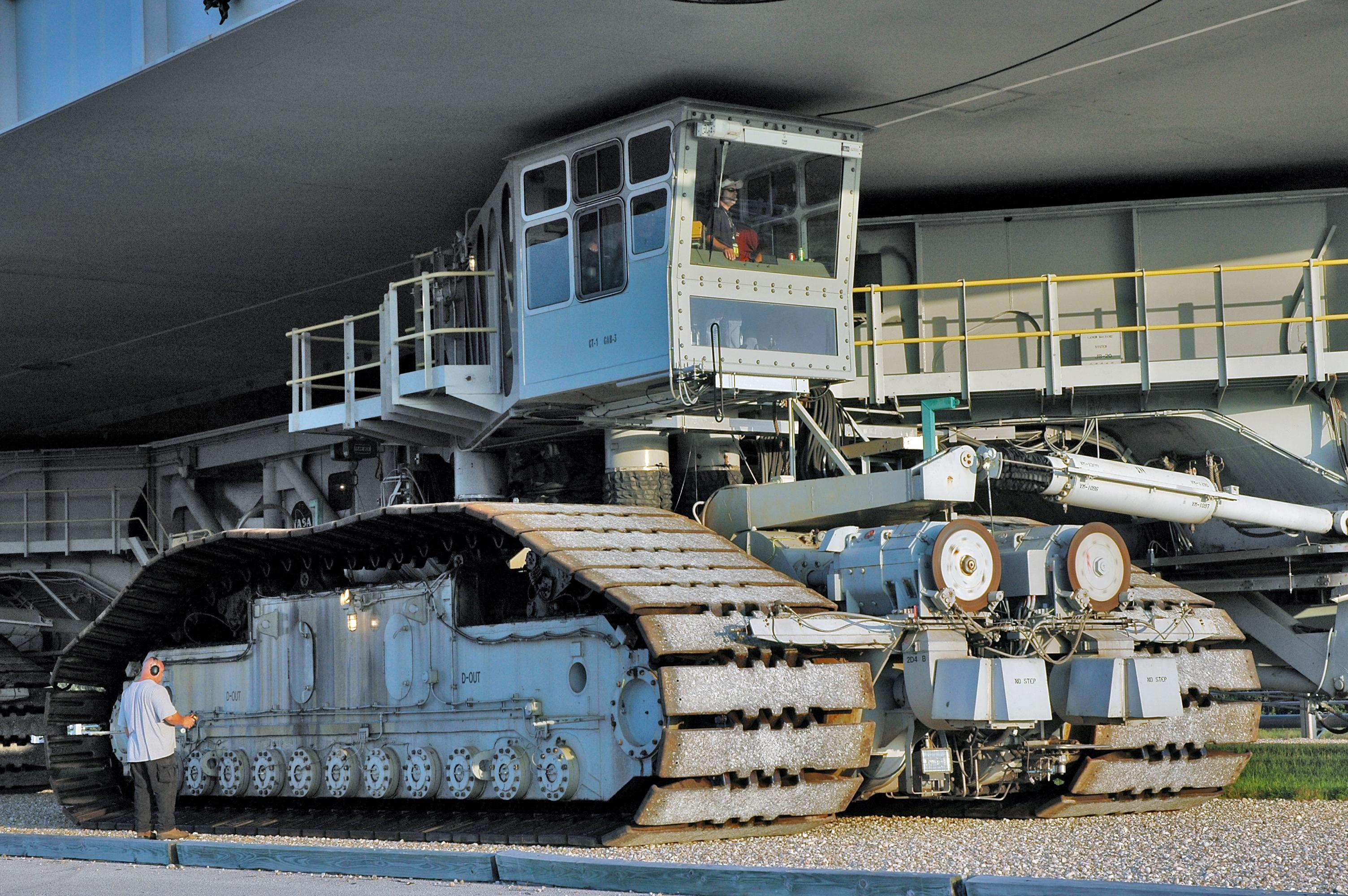
Een van de cabines
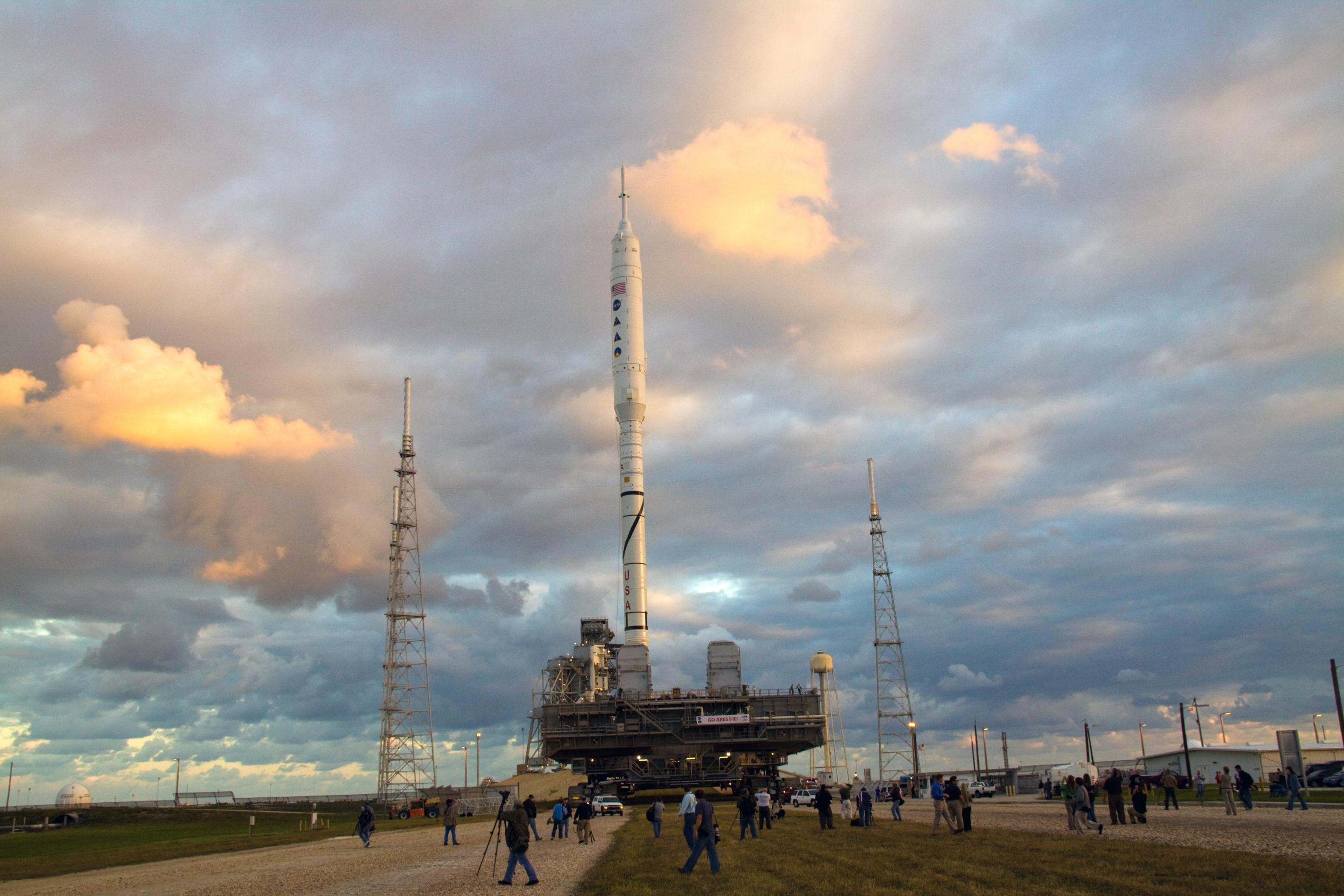
Ares I-X
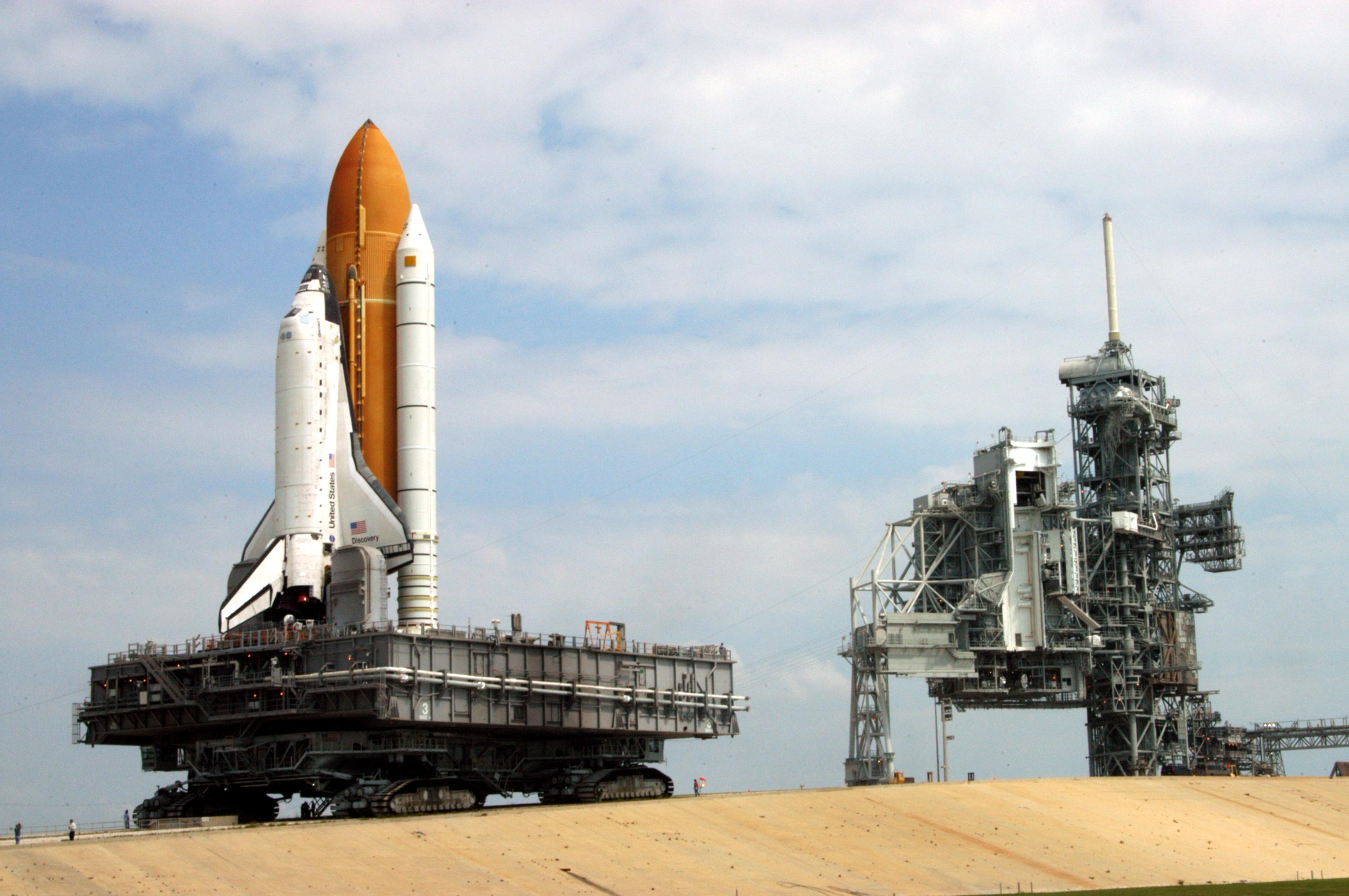
Spaceshuttle Discovery, missie STS-114
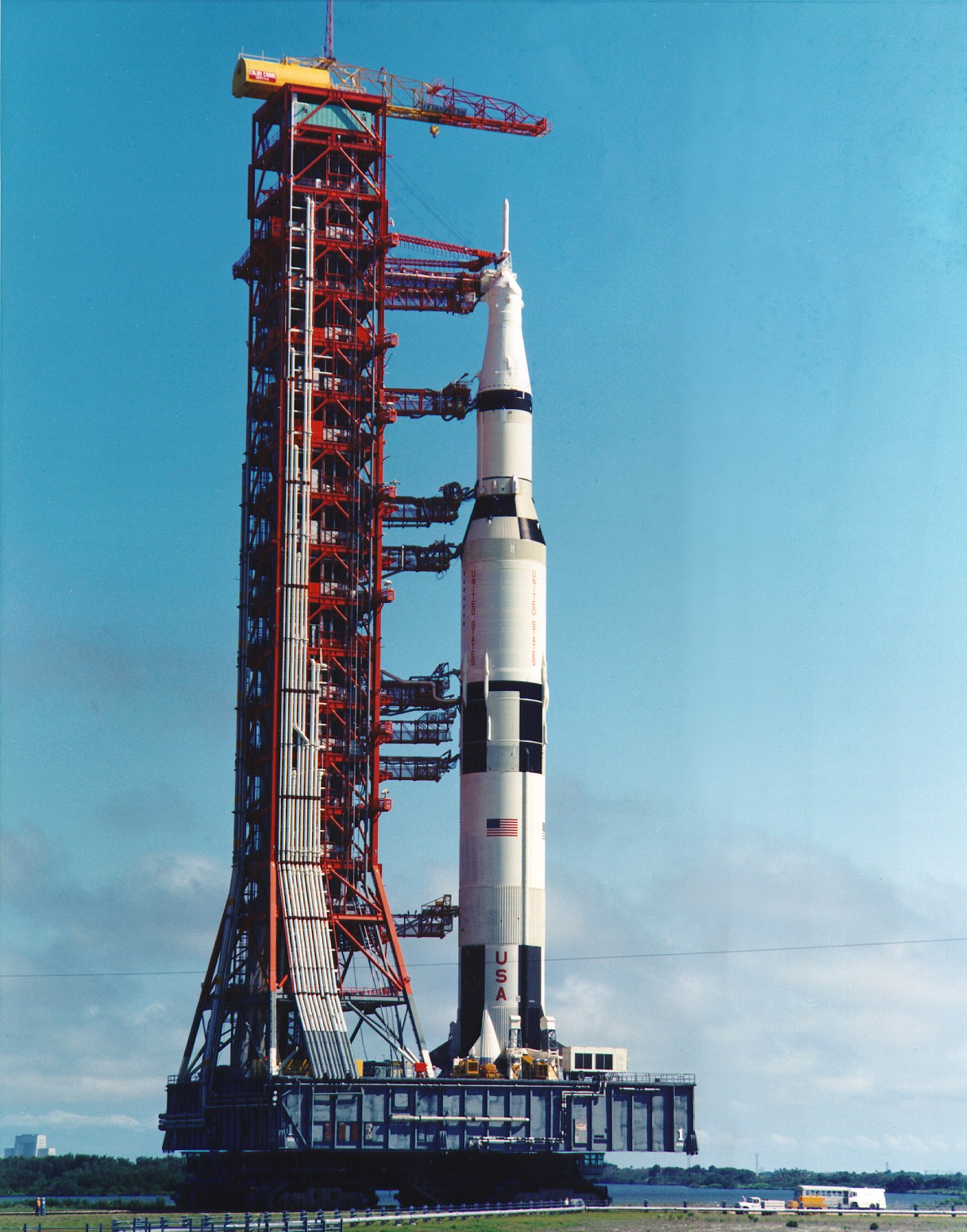
Saturnus V-raket voor de Apollo 11-missie